# George Edwin Cooke
George Edwin Cooke (St. Louis, 17 febbraio 1883 – St. Louis, 3 giugno 1969) è stato un calciatore statunitense, di ruolo difensore.
Nel 1904 fece parte della squadra del St. Rose Parish che conquistò la medaglia di bronzo nel torneo di calcio dei Giochi della III Olimpiade.
Anche suo fratello Thomas era calciatore del St. Rose Parish.